# Catavana (equip ciclista)
L'equip Catavana va ser un equip ciclista francès que competí professionalment el 1994.

## Principals resultats
- París-Bourges: Lars Michaelsen (1994)

### Principals ciclistes
- Seán Kelly
- Patrice Esnault
- Marc Madiot
- Yvon Madiot